# آگاتا باربارا
آگاتا باربارا (انگلیسی: Agatha Barbara؛ ۱۱ مارس ۱۹۲۳ – ۴ فوریهٔ ۲۰۰۲) یک سیاست‌مدار اهل مالت بود. وی از فوریه ۱۹۸۲ تا فوریه ۱۹۸۷ رئیس‌جمهور این کشور بود.